# Ceraleptus pacificus
Ceraleptus pacificus är en insektsart som beskrevs av Barber 1914. Ceraleptus pacificus ingår i släktet Ceraleptus och familjen bredkantskinnbaggar. Inga underarter finns listade i Catalogue of Life.